# Onno Hoes
Pour les articles homonymes, voir Hoes.
Onno Hoes, né à Leyde le 5 juin 1961, est un homme politique néerlandais membre du parti populaire libéral et démocrate (VVD). De 2010 à 2015 il est maire de Maastricht, et de 2017 à 2019 il est maire par intérim de Haarlemmermeer.
En outre, Hoes est, depuis 2011, un sioniste convaincu et en collaboration avec le directeur du centre d'information et de documentation sur Israël (CIDI) Ronny Naftaniel. Depuis septembre 2009, il est président de la Journée nationale de l’arbre. Auparavant, il était député écologique dans la province du Brabant-Septentrional. Après l'introduction du mariage civil homosexuel, il s'est marié avec le producteur Albert Verlinde.

## Vie privée
Il est le frère de l'actrice Isa Hoes. Il est beau-frère de l'acteur Antonie Kamerling et Liesbeth Kamerling. Il est l'oncle de l'acteur Merlijn Kamerling.

## Sources
- (nl) Cet article est partiellement ou en totalité issu de l’article de Wikipédia en néerlandais intitulé « Onno Hoes » (voir la liste des auteurs).

## Compléments